# Ashermans syndrom
Ashermas syndrom uppträder vid skada på livmoderslemhinna (endometriet). Detta startar en läkningsprocess som kan leda till att skadade områden läker samman med varandra.
Sammanväxtningar i livmodern kan uppkomma efter kirurgi/operationer inuti livmodern. Till exempel att muskelknutor eller andra förändringar har tagits bort, eller skrapningar av annat skäl. Aborter såväl spontana som inducerade, kejsarsnitt operativt uttagande av moderkaka, Även kroniska infektioner som till exempel tuberkulos kan ge sammanväxtningar i livmodern.
Sjukdomen beskrevs av den tjeck-israeliske gynekologen Joseph G. Asherman.